# USS Canberra (LCS-30)
Pour les articles homonymes, voir USS Canberra.
L'USS Canberra (LCS-30) est un littoral combat ship de classe Independence de l’United States Navy,. C’est le deuxième navire américain à être nommé Canberra, d’après le croiseur australien HMAS Canberra, lui-même nommé d’après la capitale australienne et coulé lors de la bataille de l'île de Savo.

## Conception
En 2002, l’US Navy a lancé un programme visant à développer le premier d’une flotte de littoral combat ships. La Navy a d’abord commandé deux navires à coque trimaran à General Dynamics, qui sont devenus connus sous le nom de navires de combat côtiers de classe Independence, d’après le premier navire de la classe, l’USS Independence. Les navires de combat côtiers aux numéros pairs de l’US Navy sont construits à l’aide de la conception de trimaran de classe Independence, tandis que les navires aux numéros impairs sont basés sur une conception concurrente, le navire de combat côtier monocoque conventionnel de classe Freedom. La commande initiale de navires de combat côtiers concernait un total de quatre navires, dont deux de la classe Independence. Le 29 décembre 2010, la Navy a annoncé qu’elle attribuait à Austal USA un contrat pour la construction de dix navires de combat côtiers supplémentaires de classe Independence,.

## Carrière
L'USS Canberra a été construit à Mobile (Alabama) par Austal USA. Sa devise est Can Do!. Il a été baptisé le 5 juin 2021, avec comme marraine la ministre des Affaires étrangères australienne, Marise Payne. Arthur Sinodinos, l’ambassadeur d’Australie aux États-Unis, était présent à la cérémonie au nom de l’Australie.
L’US Navy a accepté la livraison du navire dans les installations d’Austal USA à Mobile le 21 décembre 2021. À ce moment-là, il était prévu qu’il soit mis en service à la mi-2022. Le 22 juin 2022, l’USS Canberra est arrivé à son port d'attache, la base navale de San Diego.
L’USS Canberra a été mis en service le 22 juillet 2023 à la base navale Est de la Royal Australian Navy à Sydney, en Australie,. Il s’agit de la première cérémonie de mise en service d’un navire de guerre de l’US Navy se déroulant en Australie,. Le lendemain, l’équipage de l’USS Canberra a fait son entrée lors d’une cérémonie dans la ville de Canberra.